# Ligne de balayage (tube cathodique)
Une ligne de balayage dans un tube cathodique, est une ligne formée par le canon à électron venant frapper la couche électroluminescente en surface du tube. Cette dernière produit alors des photons visible à l'œil humain. Des aimants sont chargés de dévier la trajectoire des électrons lors de leur projection vers l'écran.
L'effet scanline (effet ligne de balayage) est un effet visuel utilisé pour les jeux vidéo vintage pour évoquer l'apparence supposée des écrans cathodiques.

## Balayage des écrans
Les méthodes de la télévision datent du milieu du XXe siècle, quand les premières expériences, des années 1930, ont débouché sur un projet industriel et commercial. La trace du point lumineux en mouvement (le spot) sur le tube cathodique forme l'image par la variation de sa luminosité. Dans le sens du déplacement, la bande passante des appareils limite la résolution ; dans le sens perpendiculaire, il y a un échantillonnage, avec soit une décroissance beaucoup plus rapide des détails, soit des phénomènes de repliement de spectre donnant lieu à du moiré.
Que ce soit par habitude héritée de la lecture, passée par l'oscilloscope où l'on observe le signal électrique par la déviation verticale d'une ligne de balayage horizontale, ou pour des raisons plus directement liées au système visuel humain, tous les procédés de télévision ont adopté un balayage par lignes droites horizontales répétées de gauche à droite à intervalles réguliers sur la hauteur de l'image, préféré par les premiers expérimentateurs.
D'autres types de balayage sur écran cathodique ont été utilisés dans des applications professionnelles. L'écran du radar a une ligne de balayage tournante, homologue à la direction qu'explore l'antenne ; des oscilloscopes construits dans le dernier quart du XXe siècle pouvaient faire effectuer à la ligne de balayage une figure arbitraire de façon à afficher, en plus ou à la place du signal, un dessin vectoriel sur écran cathodique.

## Balayage vidéo

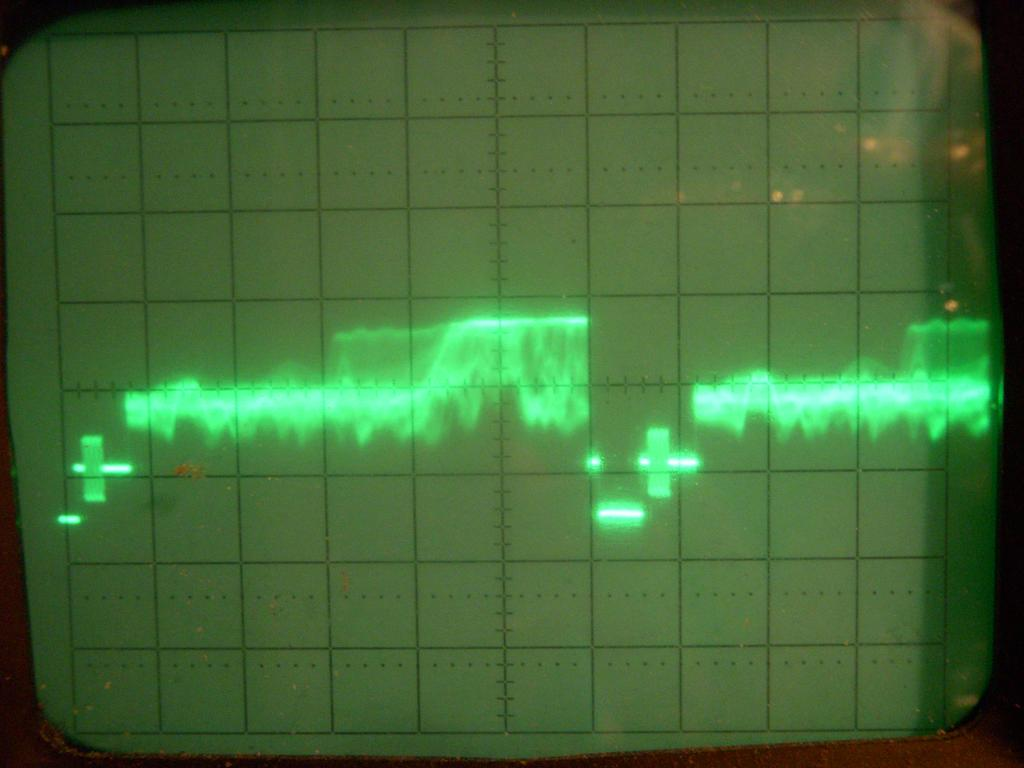
Observation à l'oscilloscope d'une ligne (horizontale) d'image vidéo.

Dans la télévision et la vidéo à tube cathodique, le spot forme une ligne horizontale, et s'interrompt pendant le déplacement vers le début de la ligne suivante. Les premiers capteurs, à tube cathodique, constituaient l'image avec un balayage électronique homologue à celui des écrans. Les lignes se succèdent de haut en bas pour former une trame. Pour éviter un scintillement ou papillotement de l'image sur les tubes cathodiques, les normes de télévision analogique prévoyaient un balayage entrelacé. Une trame sur deux affichait les lignes impaires et l'autre les lignes paires. Deux trames entrelacées constituaient une image.
Le nombre de lignes horizontales de la télévision a varié, selon les projets industriels, de 375 à 750 (sans compter les lignes invisibles réservées au retour vertical du spot). Le spectateur se place spontanément assez loin pour que les lignes ne soient plus visibles.
En télévision couleur à tubes, avec le même balayage, le faisceau électronique est triple. Chacune de ses trois composantes atteint une série de photophores respectivement rouges, verts et bleus, assemblés sous la face avant de l'écran. Il n'y a plus de ligne de balayage visible. Il en va de même pour les écrans plats à cristaux liquides.
Les noms de ligne et de trame conservent le même sens. Ils désignent les parties du signal vidéo. On appelle ligne les alignements horizontaux de pixels dans un fichier. Il n'y a plus de balayage.

## Effetscanline
Dans le cas du NTSC, les lignes de balayage horizontales étaient visuellement perceptibles, même de loin, les lignes alternées de couleurs et des lignes noires étaient visibles[réf. nécessaire]. Ce rendu est parfois utilisé aujourd'hui comme un effet visuel dans l'infographie, sur des écrans sans lignes de balayage, c'est alors un choix stylistique[réf. souhaitée].

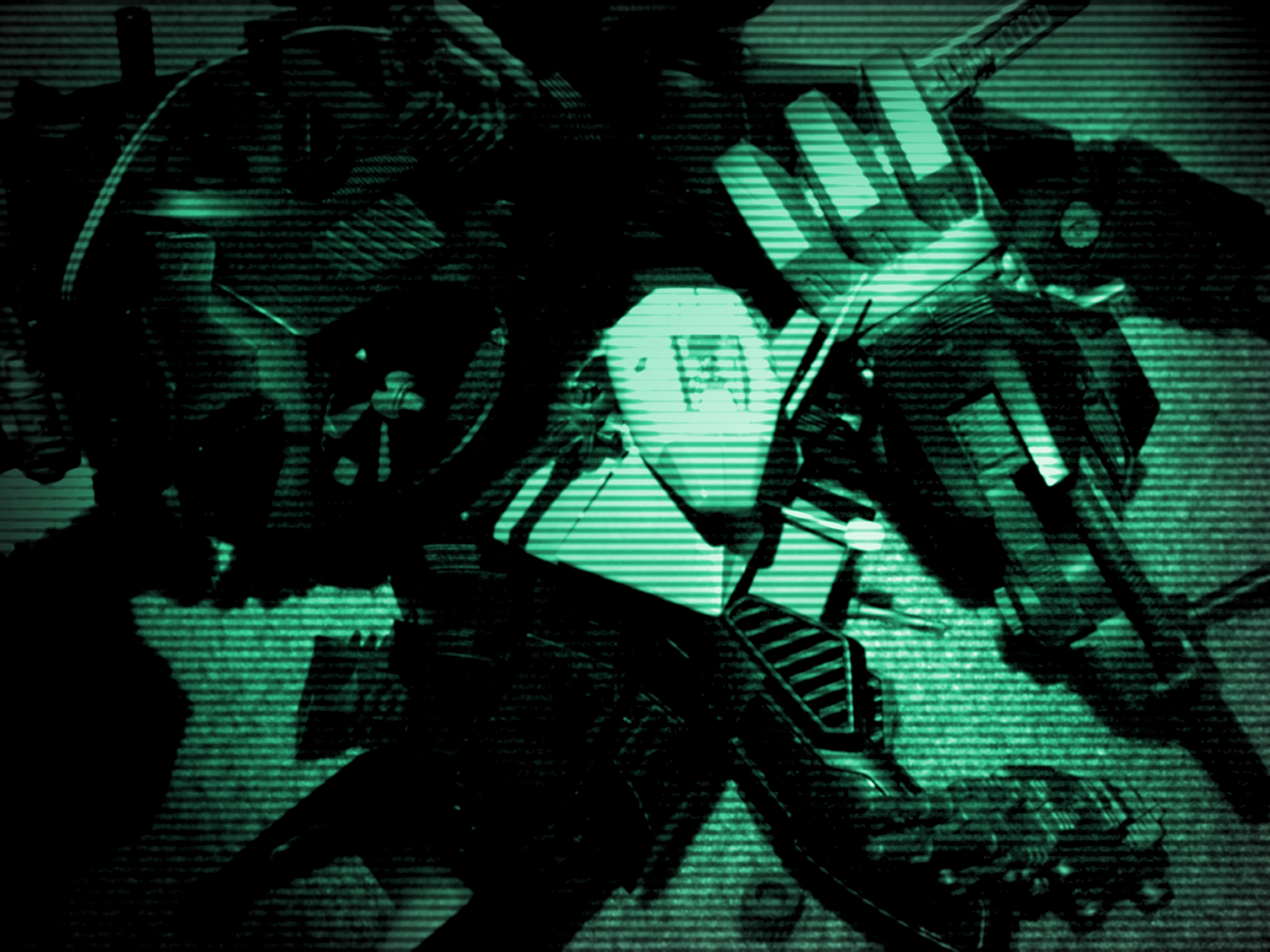
Exemple d'image avec un « effet scanline »

Cet effet est en général très apprécié des amateurs de retrogaming.
Des fabricants proposent des boîtiers à brancher entre sortie VGA et écran, dont l'effet est en général de noircir une ligne sur deux pour évoquer l'apparence supposée d'un écran ancien.